# チェコ商業鉄道
チェコ商業鉄道（チェコ語: České obchodní dráhy、ドイツ語: k.k. privilegierte Böhmische Commercialbahnen、略称 BCB）は、オーストリア・ハンガリーの私鉄で、主にローカル線を運行していた。ヤン・ムジカとカール・シュナーベルにより設立された。
1881年に、最初の路線が開通し、運行を開始した。一方で、次期路線建設の構想もあった。これは、大手鉄道会社の主要幹線と競争する様な鉄道ネットワークを構成する計画であった。そのため最初から、チェコ商業鉄道と他の大手鉄道会社との関係は緊張していた。愛国的なチェコ商業鉄道の経営陣は、小規模な農家や町村に株を売ったが、その株を国営鉄道会社が、小規模な投資家から購入した。1882年のヤン・ムジカの突然の死以降も、チェコ商業鉄道は存続した。1882年末には、全ての役員を国営鉄道会社の社員が占め、次の年には事実上国営鉄道会社が経営権を取得した。1909年に国有化された。

## 路線一覧
主に、チェコ北東部、ニンブルク - イチーン間を中心に路線を保有していたが、プルゼニ近郊からフラデツ・クラーロヴェーまで、飛び石の様にいくつかの路線があった。
- ヴェレリビ - クルジネツ - コピドルノ - イチーン (* 1881)　※現在のチェコ国鉄061号線
- クルジネツ - ディモクリ - ムニェステツ・クラーロヴェー (* 1881,1882)　※現在のチェコ国鉄062号線の一部
- コピドルノ - リバーニ - バコフ・ナド・イゼロウ (* 1882,1883)　※現在のチェコ国鉄063号線。ドルニー・ボウソフ以北のみ現存
- ヂェテニツェ - ドブロヴィツェ (* 1883)　※既に廃止
- ヴィソケー・ヴェセリー - スミダリ (* 1881)　※既に廃止
- オストロムニェルジ - サドヴァー - フラデツ・クラーロヴェー (* 1882)　※現在のチェコ国鉄041号線の一部
- サドヴァー - スミルジツェ (* 1882)　※現在休止中
- ブランディース - モホフ (* 1882)　※現在のチェコ国鉄074号線の一部、およびチェコ国鉄233号線
- ヴルショヴィツェ - モドルジャニ (* 1882)　※現在のチェコ国鉄210号線の一部
- ミロショフ – ネズヴェスチツェ (* 1882)　※現在のチェコ国鉄175号線